# Экспокоррекция

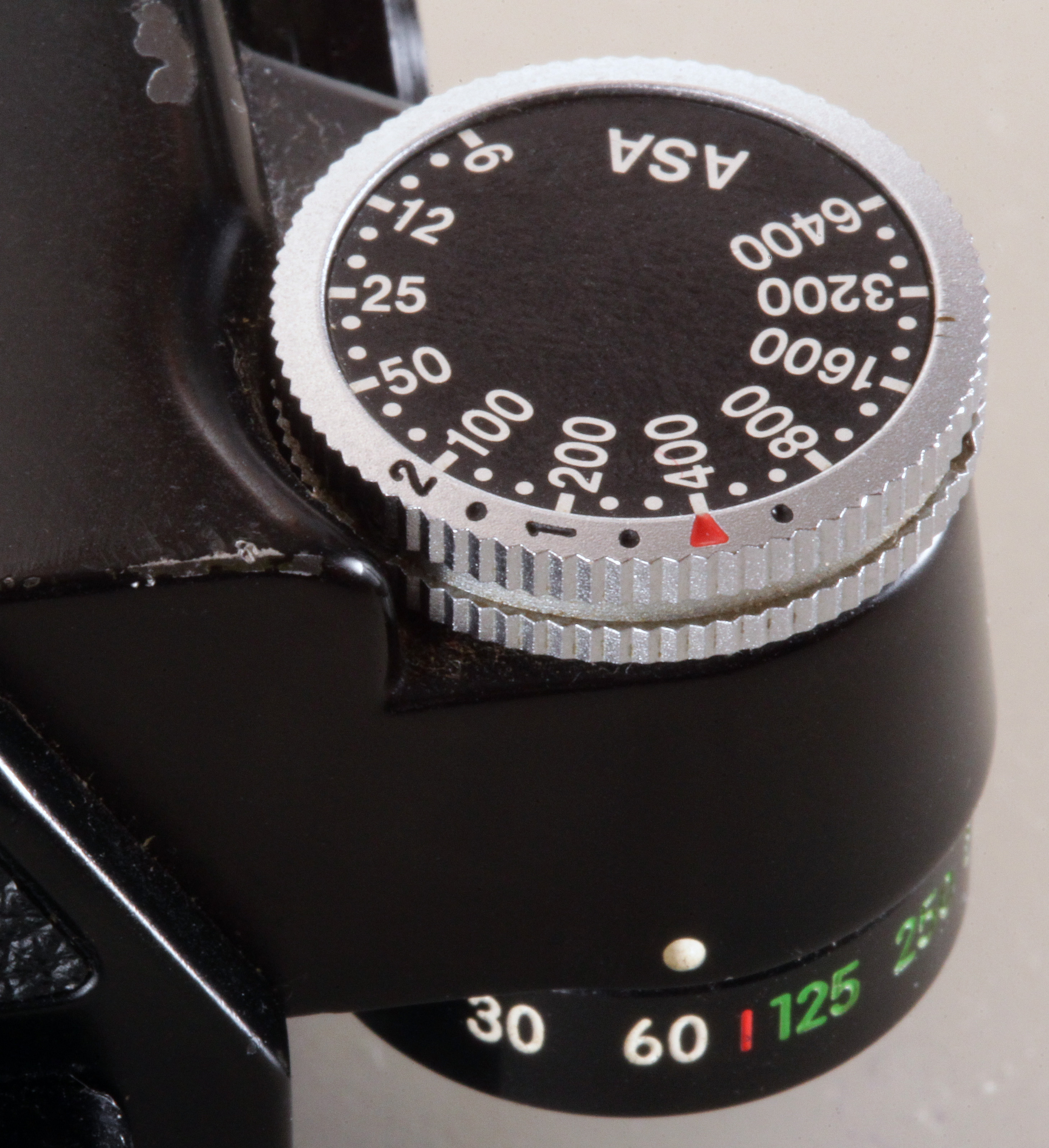
Шкала экспокоррекции фотоаппарата Nikon F2 Photomic, совмещённая с индексом установки светочувствительности

Э̀кспокорре́кция (компенсация экспозиции) (англ. Exposure Compensation) — принудительное введение поправки в измеренную экспозицию для компенсации ошибок измерения или достижения художественных эффектов. Экспокоррекция используется как в плёночной, так и в цифровой фотографии.

## Назначение экспокоррекции

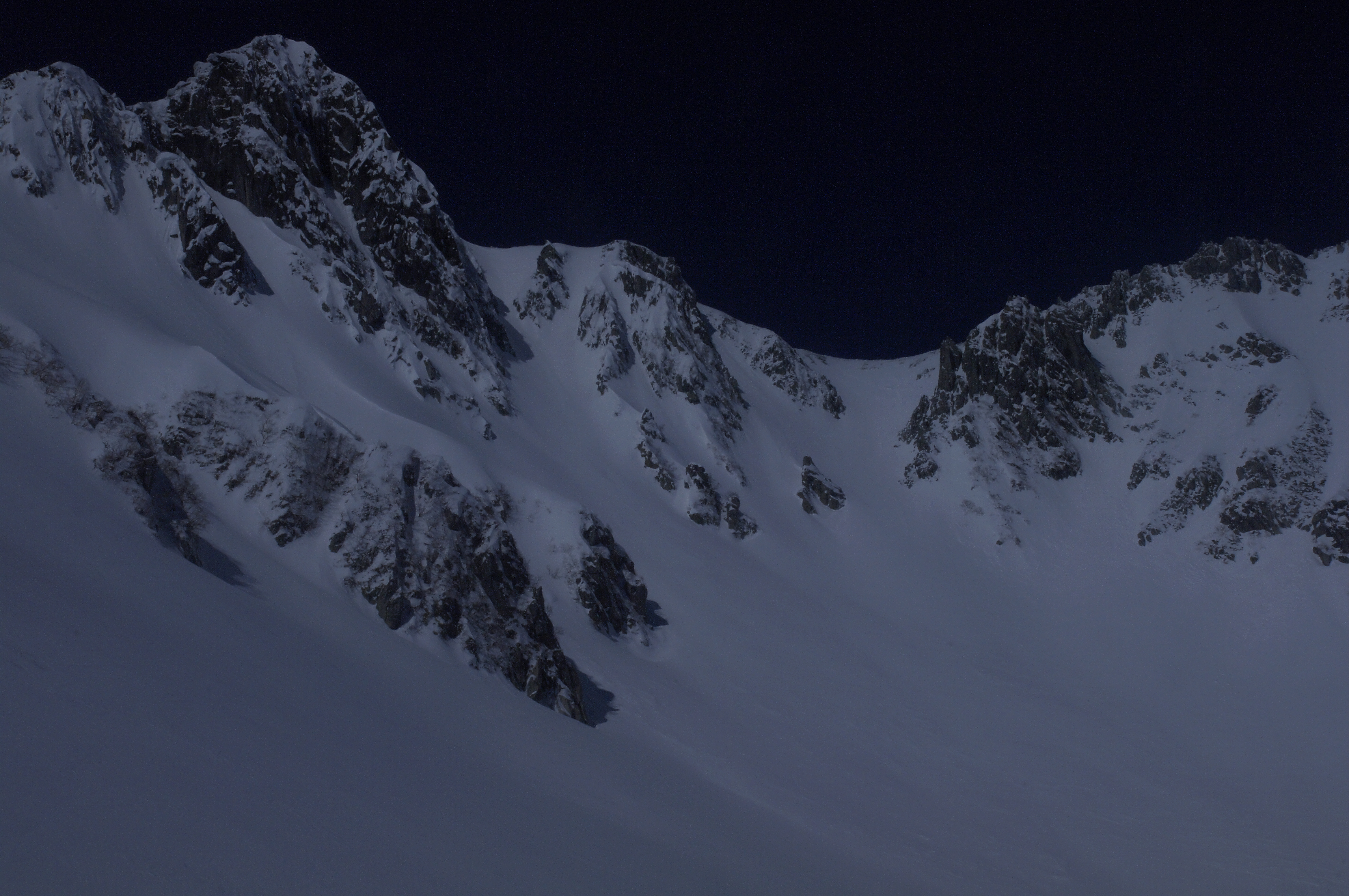
Снимок без экспокоррекции. Яркий снег привёл к недодержке

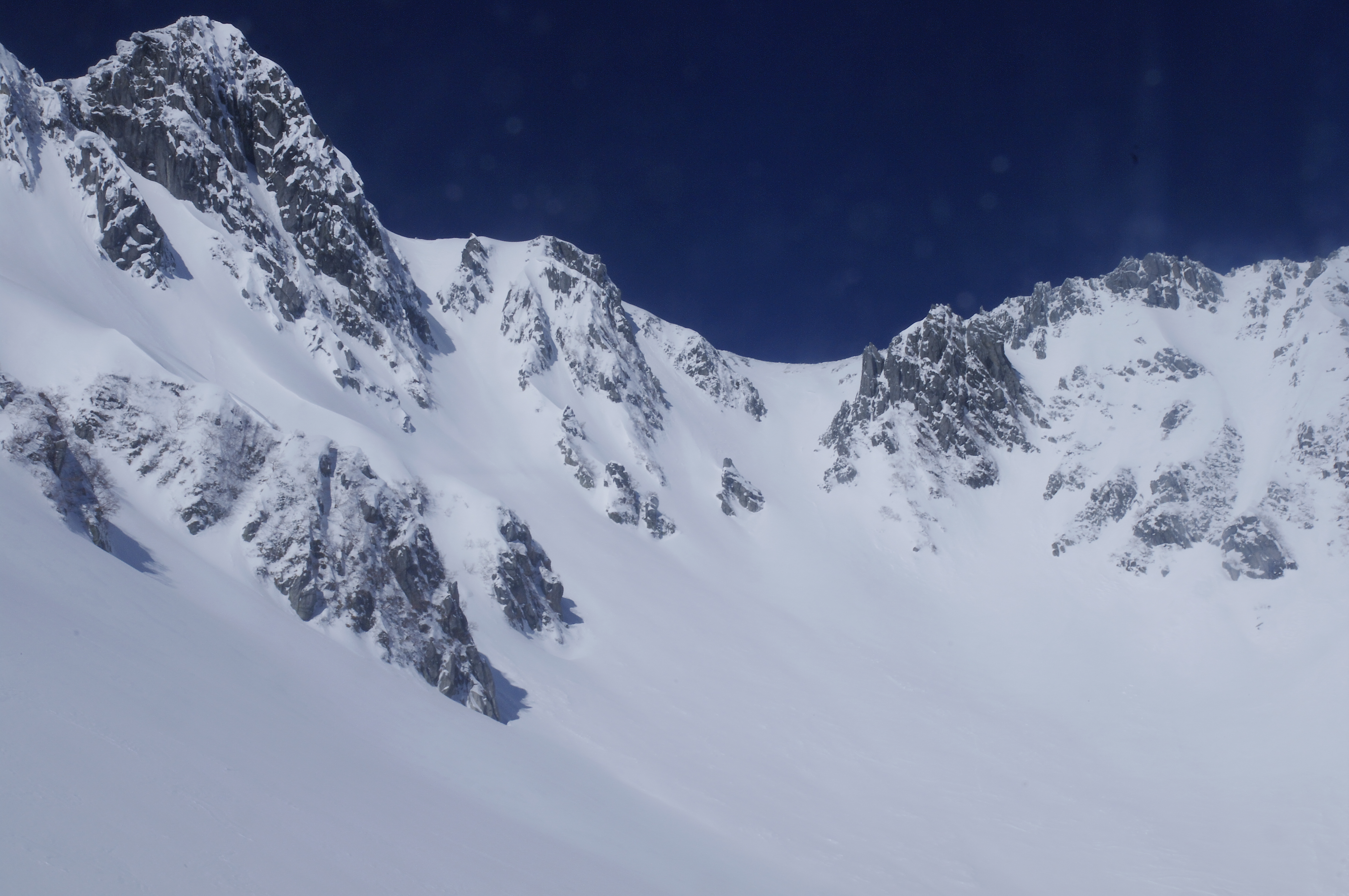
Снимок с экспокоррекцией +2eV

При использовании внешнего экспонометра или в ручных режимах экспокоррекция устанавливается для компенсации факторов, не учитываемых экспонометром при измерении, таких как несоответствие спектральной чувствительности фотоматериала и фоторезистора экспонометра, кратность установленных светофильтров или нестандартное светопропускание фокусировочного экрана. Для этого на калькуляторах таких экспонометров имеется отдельная шкала экспокоррекции. 
В фотоаппаратах, кинокамерах и видеокамерах, оснащённых автоматическим управлением экспозицией, экспокоррекция применяется для компенсации заведомых ошибок измерения нестандартных объектов или сцен с большим диапазоном яркостей, в том числе с контровым освещением. Например, при съёмке лыжников на фоне яркого снега, экспозиционная автоматика отработает с заведомой недодержкой, и лица людей получат недостаточную экспозицию. Установка положительной экспокоррекции, при которой экспозиция будет увеличена по сравнению с расчётной, позволит получить правильно экспонированный снимок. При ручном (полуавтоматическом) управлении экспозицией наличие экспокоррекции необязательно, поскольку поправка может быть учтена при выборе экспопараметров. Тем не менее, экспонометры многих неавтоматических камер позволяют вводить экспокоррекцию при помощи дополнительных индексов шкалы или изменением значения установленной светочувствительности. Последний способ применим также в простейших автоматических камерах, не оснащённых вводом экспокоррекции.

## Величина экспокоррекции
Экспозиция измеряется в логарифмических единицах, которые обозначаются EV или, чаще eV (англ.  Exposure Value) — экспозиционная ступень. Величина экспокоррекции задается в этих же единицах. Сдвиг экспозиции на 1 eV означает изменение количества света, попавшего на фотоматериал, в 2 раза. Например, если вычисленные камерой параметры съёмки равны 1/50 сек (выдержка) и f/8 (диафрагма), то экспокоррекция +1 eV приведёт к съёмке с параметрами 1/25 сек и f/8 в режиме приоритета диафрагмы или 1/50 сек и f/5,6 в режиме приоритета выдержки.
Обычно фотограф выбирает значение экспокоррекции на основе личного опыта, но существуют общие рекомендации: съёмка светлых объектов или тёмного объекта на светлом фоне — +½…+1 eV, очень светлых — +1…+2 eV, съёмка тёмных объектов или светлого объекта на тёмном фоне — -½…-1 eV. В некоторых случаях установка экспокоррекции может приводить к слишком сильному переэкспонированию светов или недодержке теней снимка, что необходимо учитывать при выборе её величины. Кроме того, необходимо повышенное внимание фотографа, который должен помнить об установленной экспокоррекции, чтобы отключить её при переходе к съёмке стандартных сюжетов.

## Кнопка Backlight
В некоторых фотоаппаратах и видеокамерах имеется кнопка, обычно обозначаемая словами англ. Back Light, то есть «контровый свет». Это кнопка вводит фиксированную поправку, обычно равную +1—1,5 eV, и может считаться разновидностью экспокоррекции. Её удобство состоит в том, что ввод компенсации может происходить мгновенно и без отрыва взгляда от видоискателя. В большинстве случаев такая коррекция компенсирует ошибки измерения контрового освещения или в некоторых других случаях, часто встречающихся в практической съёмке.